# Christmas (álbum)
Christmas es un álbum de estudio con una temática navideña de la cantante cristiana Jaci Velasquez, fue lanzado a mediados de septiembre del año 2001. El disco está compuesto por 13 temas que contienen mensajes de amor.

## Lista de canciones
1. O Come, O Come Emmanuel.
2. The Angel Song.
3. The First Noel.
4. White Christmas.
5. It Wouldn't Be Christmas.
6. Have Yourself A Merry Little Christmas.
7. Let It Snow, Let It Snow, Let It Snow.
8. I'll Be Home For Christmas.
9. Season of Love (con Pete Orta).
10. The Christmas Song.
11. O Little Town of Bethlehem.
12. Feliz Navidad.
13. The Chipmunk Song (con Alvin y las Ardillas).

## Sencillos
1. The Chipmunk Song (con Alvin y las Ardillas).
2. Feliz Navidad.